# Людерсбург
Людерсбург (нем. Lüdersburg) — община в Германии, в земле Нижняя Саксония.
Входит в состав района Люнебург. Подчиняется управлению Шарнебек. Население составляет 635 человек (на 31 декабря 2010 года). Занимает площадь 18,87 км².
Коммуна подразделяется на 5 сельских округов.